# Клаус Ебнер
Клаус Ебнер (на немски: Klaus Ebner; р. 8 август 1964 г. във Виена, Австрия), е австрийски писател (прозаик, поет, есеист, автор на радиопиеси) и преводач, а също така и каталонски поет. Член е на творческите съюзи на австрийски писатели Grazer Autorinnen Autorenversammlung и Österreichischer Schriftstellerverband.

## Литературни награди
- 2008 – Arbeitsstipendium, Австрия
- 2007 – Wiener Werkstattpreis 2007, Виена
- 2007 – Reisestipendium, Австрия
- 2007 – Menzione, Международна награда за поезия Носиде, Реджо ди Калабрия
- 2005 – Feldkircher Lyrikpreis (4.)
- 2004 – La Catalana de Lletres 2004 (антология), Барселона
- 1988 – Erster Österreichischer Jugendpreis за романа Nils
- 1984 – Награда за радиопиеса на литературното списание TEXTE (3.)

## Текстове в антологии
- Träume; проза, в: Junge Literatur aus Österreich 85/86, Österreichischer Bundesverlag, Виена 1986, ISBN 3-215-06096-5
- Island; поезия, в: Vom Wort zum Buch, Edition Doppelpunkt, Виена 1997, ISBN 3-85273-056-2
- El perquè de tot plegat; каталонска поезия, в: La Catalana de Lletres 2004, Cossetània Edicions, Барселона 2005, ISBN 84-9791-098-2
- Das Begräbnis; повест, в: Kaleidoskop, Edition Atelier, Виена 2005, ISBN 3-902498-01-3
- Die Stadt und das Meer; есе, в: Reisenotizen, FAZ Verlag, Виена 2007, ISBN 978-3-9502299-4-3